# 大河镇 (巴里坤县)
大河镇，是中华人民共和国新疆维吾尔自治区哈密市巴里坤哈萨克自治县下辖的一个乡镇级行政单位。因当地草原上有一条大泉水河而得名。

## 地理
大河镇位于巴里坤盆地北部，东接良种繁育场、红山农场，西邻大红柳峡，南连红星一牧场，北至八墙子乡，镇政府设在旧户西村一组，距县城北15千米。地势东高西低，由北向南倾斜，海拔1 600～1 800米，全鎮总面积1162.48平方千米，其中平原506.98平方千米，占43.61%；山地429.25平方千米，占36.93%；戈壁196.9平方千米，占16.94%；沼泽29.35平方千米，占2.52%。。
气候属温带大陆性冷凉干旱气候，仅分冷、暖两季，多年平均气温1℃，1月平均气温零下18℃，极端最低气温零下43.6℃；7月平均气温21℃，极端最高气温34.7℃。生长期年平均98天，无霜期年平均104天，年平均日照时数3 210.6小时。0℃以上持续期198天。年平均降水量202毫米。

## 歷史
清乾隆年间移民屯田形成人和庄、天时庄、地利庄、大有庄、源泉庄、玉门庄、东西敦煌庄。民国时期称康乐乡，自治縣成立初期称北区，1956年撤区建大河乡，1958年建大河人民公社，1984年恢复大河乡建制，2002年撤乡建镇。

## 经济
经济以农业为主，有可耕地9 867公顷。2010年末，全镇总播地面积6 860公顷，以种植小麦、饲用玉米、冷凉性大路蔬菜为主。天然草场73 333公顷。地表水有兰旗沟、大红旗沟、小红旗沟等水系，镇东有团结水库、二渠水库，有机电井57眼。1985年，乡镇企业有大河煤矿、化工厂、综合加工厂、建筑队、养鹿场等，2010年之前先后改制。巴三线经过镇政府连接县城与三塘湖乡，石矿线穿大河镇而过，通往西部、北部化工区、矿区与哈密市。各个行政村与镇政府之间有乡村柏油道路联通。2010年，全乡有小学5所，有1所乡级农牧民技术学校，1所乡级卫生院，8所村级卫生室，有镇文化站、广播站各1个。

## 人口
1978年，大河人民公社辖8个生产大队，44个生产小队。常住人口19 631人，其中哈萨克族706人、蒙古族44人、其他少数民族36人。1985年，有常住人口19 843人，其中哈萨克族1 104人、蒙古族52人，其他少数民族61人。2010年，大河镇有8个行政村、44个村民小组。总人口5 122户18 646人，其中常住人口8 796人，哈萨克族825人，蒙古族213人，其他少数民族137人。

## 行政区划
大河镇下辖以下地区：
旧户东村、旧户西村、干渠村、东头渠村、新户村、商户村、西户村和大柴沟村。